# FC Dordrecht
O Football Club Dordrecht é um clube de futebol neerlandês da cidade de Dordrecht. Foi fundado em 16 de agosto de 1883, e joga a Eerste Divisie. Manda seus jogos no GN Bouw Stadion, com capacidade para 4,100 pessoas.

## Títulos
- KNVB Cup (2): 1914, 1932